# Coup de ciseau
Au jeu de Bridge, le coup du ciseau est une technique dite de « perdante sur perdante » destinée à couper les communications entre les deux mains adverses. Elle est utilisée essentiellement pour empêcher les coupes.
Voir aussi le "coup sans nom"
| ♠ | A 10       |
| ♥ | V 9 7 3    |
| ♦ | V 2        |
| ♣ | R D 10 7 6 |

| ♠ | 8 7 5 2 |
| ♥ | 6 5     |
| ♦ | D 6 3   |
| ♣ | 9 8 5 2 |

| ♠ | D V 4 3      |
| ♥ | A 8          |
| ♦ | A R 10 8 5 4 |
| ♣ | 3            |

| ♠ | R 9 6      |
| ♥ | R D 10 4 2 |
| ♦ | 9 7        |
| ♣ | A V 4      |

| ♠ | A 10       |
| ♥ | V 9 7 3    |
| ♦ | V 2        |
| ♣ | R D 10 7 6 |

| ♠ | 8 7 5 2 |
| ♥ | 6 5     |
| ♦ | D 6 3   |
| ♣ | 9 8 5 2 |

| ♠ | D V 4 3      |
| ♥ | A 8          |
| ♦ | A R 10 8 5 4 |
| ♣ | 3            |

| ♠ | R 9 6      |
| ♥ | R D 10 4 2 |
| ♦ | 9 7        |
| ♣ | A V 4      |

| ♠ | A 10       |
| ♥ | V 9 7 3    |
| ♦ | V 2        |
| ♣ | R D 10 7 6 |

| ♠ | 8 7 5 2 |
| ♥ | 6 5     |
| ♦ | D 6 3   |
| ♣ | 9 8 5 2 |

| ♠ | D V 4 3      |
| ♥ | A 8          |
| ♦ | A R 10 8 5 4 |
| ♣ | 3            |

| ♠ | R 9 6      |
| ♥ | R D 10 4 2 |
| ♦ | 9 7        |
| ♣ | A V 4      |

| ♠ | A 10       |
| ♥ | V 9 7 3    |
| ♦ | V 2        |
| ♣ | R D 10 7 6 |

| ♠ | 8 7 5 2 |
| ♥ | 6 5     |
| ♦ | D 6 3   |
| ♣ | 9 8 5 2 |

| ♠ | D V 4 3      |
| ♥ | A 8          |
| ♦ | A R 10 8 5 4 |
| ♣ | 3            |

| ♠ | R 9 6      |
| ♥ | R D 10 4 2 |
| ♦ | 9 7        |
| ♣ | A V 4      |

Dans cet exemple :
- Ouest entame du 3♦ pour le Roi♦, Est rejoue le 3♣.
- Ce retour 3♣ est très surprenant : nous en déduisons qu'il s'agit probablement d'un singleton et que Est compte retrouver son partenaire à ♦ par la dame♦ en vue d'obtenir une coupe à ♣ et faire chuter : c'est une très bonne défense.

Pour le "déclarant", jouer le coup du ciseau consiste à supprimer la communication à ♦ en jouant "perdante sur perdante" grâce aux ♠ ; il est également nécessaire qu'Ouest ne puisse pas prendre la main dans cette couleur : ceci implique qu'Est possède Dame-Valet à ♠ (ou Dame 3e et qu'il ne débloque pas cet honneur) : cette hypothèse est probable du fait des enchères.
Donc : 
- Jouer As♠ qui prend le 6♠
- puis 10 ♠ pris par le Roi♠ en Sud
- et 9♠ pour le Valet♠ ou la Dame♠ d'Est et pour la défausse du ♦ perdant : Est ne pourra jamais encaisser sa coupe à ♣.

NB : Une entame à ♣ battrait le contrat ; elle est cependant difficilement trouvable.